# Accord de Tiraspol

Territoire roumain en mai 1942.

L' accord de Tiraspol (roumain : Acordul de la Tiraspol ; allemand : Tiraspoler Abkommen) est un accord entre l'Allemagne nazie et la Roumanie signé le 19 août 1941 dans la ville de Tiraspol (aujourd'hui en Moldavie, sous contrôle transnistrien) concernant l'administration roumaine de la région de Transnistrie, qui devint le gouvernorat de Transnistrie. Il tombe sous le règne de Gheorghe Alexianu, sous la subordination immédiate d'Ion Antonescu, le Conducător (chef) de la Roumanie. L'accord est signé pendant la Seconde Guerre mondiale, alors que se déroule l'invasion de l'Union soviétique par l'Axe. L'accord de Tighina dans lequel des questions spécifiques de la région sont discutées entre en vigueur peu de temps après, le 30 août. L'accord autorise le plein contrôle roumain sur le territoire entre les fleuves Dniestr et Boug méridional, à l'exception de la ville d'Odessa. Ce dernier est cédé à la Roumanie avec certains privilèges pour l'Allemagne dans l'accord de Tighina.
Par la suite, la Transnistrie devint la destination de nombreux Juifs des régions roumaines récemment récupérées du nord de la Bucovine et de la Bessarabie. Antonescu prévoyait de coloniser la Transnistrie avec des colons roumains une fois l'invasion de l'Union soviétique et l'extermination de la population juive et rom de la région terminées pour l'annexer officiellement.